# Thyborøn Kirke Station
Thyborøn Station eller Thyborøn Kirke Station er en dansk jernbanestation i byen Thyborøn i det nordlige Vestjylland.

## Galleri
- Wikimedia Commons har flere filer relateret til Thyborøn Kirke Station

- Y-tog til Lemvig.
- Stationen set fra syd.
- Stationen set fra nord.
- Stationsskilt.
- Venteskur.
- Stationen ligger overfor Thyborøn Kirke.

Thyborøn
| Foregående station |  | Midtjyske Jernbaner                  |  | Efterfølgende station    |
| ------------------ |  | ------------------------------------ |  | ------------------------ |
| Sprogøvejmod Vemb  |  | Lemvigbanen Vemb - Lemvig - Thyborøn |  | Thyborøn HavnEndestation |

56°41′53″N 8°12′25″Ø / 56.69806°N 8.20694°Ø